# Димитриј Колдун
Димитриј Колдун (блр. Дзьмітры Калдун, рус. Дми́трий Алекса́ндрович Колду́н, рођен 11. јуна 1985, у Минску, Белорусија) је белоруски поп певач и композитор.
Представљао је Белорусију на Песми Евровизије 2007. са песмом Work Your Magic, пласиравши се 6. у финалу, што се сматра највећим успехом Белорусије на овом такмичењу, а он до данас остаје њен најуспешнији представник.

## Биографија
Рођен је у породици учитеља, али од детињства се могло приметити да је Димитриј био предодређен за медицинску каријеру. Из тог разлога, одлази у специјални медицински разред у минској гимназији. Његови успеси му омогућују да школовање заврши са освојеном сребрном медаљом. Године 2002, студирао је хемију на Белоруском Државном Универзитету, што је последица његове тежње да постане хемичар, уместо првобитне, доктор. Међутим, нагло прекида студије, и одлучује се за одлазак у шоубизнис. Као разлог се наводи музичка каријера његовог старијег брата, Георгија Колдуна, који је већ тада са својим бендом наступао по минским клубовима.
Колдун је недавно шокирао фанове изјавом да је склон мутацијама. Певач је открио да је искусио озбиљне проблеме на својој коси. Као узрок томе наводи експлозију Чернобиљске електране у Украјини, након чега су се дуготрајне последице радијације значајно могле осетити у суседним источноевропским земљама, нарочито у Минску, Белорусији, где је Колдун и рођен. Димитриј наводи да је током школовања имао танку, плаву косу, која је постепено (понекад и током ноћи) добијала тамније нијансе све до коначног резултата, црне боје косе, какву има данас.

## Музичка каријера
На почетку каријере, учествовао је у другој сезони музичког шоу-а Народни уметник, где је био финалиста. Иако није победио, публика га је запамтила. То га није одвратило од његовог интереса за музику, те је у наредне две године, од 2004-2005, радио у Државном концертном оркестру и у Гран При студију, на челу са композитором Олегом Јесенковим, који постаје Колдунов партнер у шоубизнису. Исте године, Колдун учествује на фестивалима Молодечно и Славянский базар у Витепску.
Године 2006, осваја шесту сезону руског телевизијског шоу-а Фабрика звёзд. Његови даљи успеси учинили су да постане популаран у Русији и у другим бившим совјетским републикама. Певач потписује уговор са издавачком кућом Нешнал Мјузик Корпорејшн и постаје фронтмен новоформиране групе К.Г.Б.(Почетна слова презимена чланова групе:Колдун, Гурков, Барсуков).
Године 2006, учествује на националној селекцији за представника Белорусије на Песми Евровизије 2006. са песмом Maybe, коју је написао након турнеје са Државним оркестром. У финалу је изгубио од Полине Смолове и њене песме Mum.
Наредне године, након што је напустио групу, Колдун учествује на Еурофесту са песмом Work Your Magic где побеђује, и тиме оправдава улогу фаворита, освојивши максималан број поена од стране публике. На Песми Евровизије те године, омогућио је први пут да се Белорусија нађе у финалу овог такмичења, а уједно и да те године оствари свој најбољи пласман икада. Након овог успеха, спекулисало се о његовом могућем поновном учешћу на овом такмичењу. Колдун је изјавио да би наступио само са правом песмом, а вероватно би представљао поново Белорусију или Русију. Након Евровизије, објавио је кратки документарни филм у ком су приказани догађаји током његове евровизијске турнеје (кроз коју је посетио чак скоро 20 европских земаља), проба, интервјуа, као и његовог првог јавног наступа са 13 година. Филм је имао премијеру на Каналу 1, а убрзо је постао доступан за гледање и у другим источноевропским земљама.

## Приватни живот
Дана 14. јануара 2012, оженио се Викторијом Хамицкојом, својом средњошколском љубављу, са којом има двоје деце- сина Јана и ћерку Алису.

## Дискографија

### Студијски албуми
- Колдун (2009)
- Ночной пилот (2012)
- Город больших огней (2013)
- Манекен (2015)